# 権利能力なき財団
権利能力なき財団（けんりのうりょくなきざいだん）とは、財団としての実態を持ちながらも法令上の要件を満たしていないため法人格を有しない財団をいう。人格なき財団ともいう。このような団体は社団についても観念でき、これらは権利能力なき社団と呼ばれる。成立の背景には権利能力なき社団とほぼ同様の事情があげられるが、社団とは異なり財団の場合には人的要素を持たないため、外部関係において信託と同様の構成をとるべきとされる見方が有力である（この点については信託の項目も参照）。内部関係については基本財産を管理するために団体が定めた規則（財団法人の定款に相当するもの）による。

## 各法分野における取扱い

### 民法における取扱い

#### 成立要件
判例によれば権利能力なき財団と呼ぶには、個人財産から財産の拠出によって分離独立した基本財産を有し、かつ、その運営のための組織を有していることを必要とする（最判昭和44年11月4日民集23巻11号1951頁）。この個人財産から分離独立した基本財産を有していなければならないという成立要件から、財団債権者は財団の基本財産のみを引き当てとすることになる。

#### 団体名義の登記
法人格がない以上、その代表者又は管理人をもって財産名義人とするよりないとされる。

### 民事訴訟法における取扱い
当事者能力は認められている（民事訴訟法29条）。

### 行政法における取扱い
法人でない社団又は財団で代表者又は管理人の定めがあるものは、その名で不服申立てをすることができる（行政不服審査法第10条）

### 地方税法における取扱い
- 道府県民税（地方税法24条1項4号）
- 市町村民税（地方税法294条1項4号）